# Prameniště Hamerského potoka U velké jedle
Prameniště Hamerského potoka U velké jedle je bývalá přírodní památka ev. č. 1198 poblíž obce Buková v okrese Prostějov v Olomouckém kraji. Přírodní památku spravovala Agentura ochrany přírody a krajiny ČR.

## Původní předmět ochrany
Důvodem ochrany byl komplex lesních pramenišť s porosty olše a vlhkomilného podrostu.

## Zrušení ochrany
V říjnu 2011 byl podán návrh  na zrušení ochrany, neboť při inventarizačním průzkumu vedeným pracovníky Českého svazu ochránců přírody, místního sdružení Iris Prostějov, nebyl shledán důvod k ochraně, neboť se v lokalitě nevyskytovali žádní chránění živočichové ani rostliny a kromě drobných příměsí se jednalo o běžný hospodářsky využívaný smrkový les..
Zrušení ochrany bylo provedeno nařízením Olomouckého kraje schváleného usnesením Rady Olomouckého kraje dne 5. června 2014. Nařízení nabylo platnosti 23. června 2014 (15 dní od jeho vyhlášení ve Věstníku právních předpisů Olomouckého kraje).

## Flóra
Oblast leží v 5. jedlobukovém stupni.
V lokalitě se v bylinném patře nachází ostřice třeslicovitá, škarda bahenní, krabilice chlupatá, devětsil bílý, přeslička lesní či papratka samice.

## Fauna
Les je hnízdištěm sluky lesní.

## Vodstvo
Voda je z lokality odváděna horním tokem říčky Zábrana zvané v tomto úseku Hamerský potok.

## Geologie
Podloží je tvořeno kulmskými drobami, na nich se vyvinuly gleje, směrem do mírných úbočí pseudogleje.

## Fotogalerie

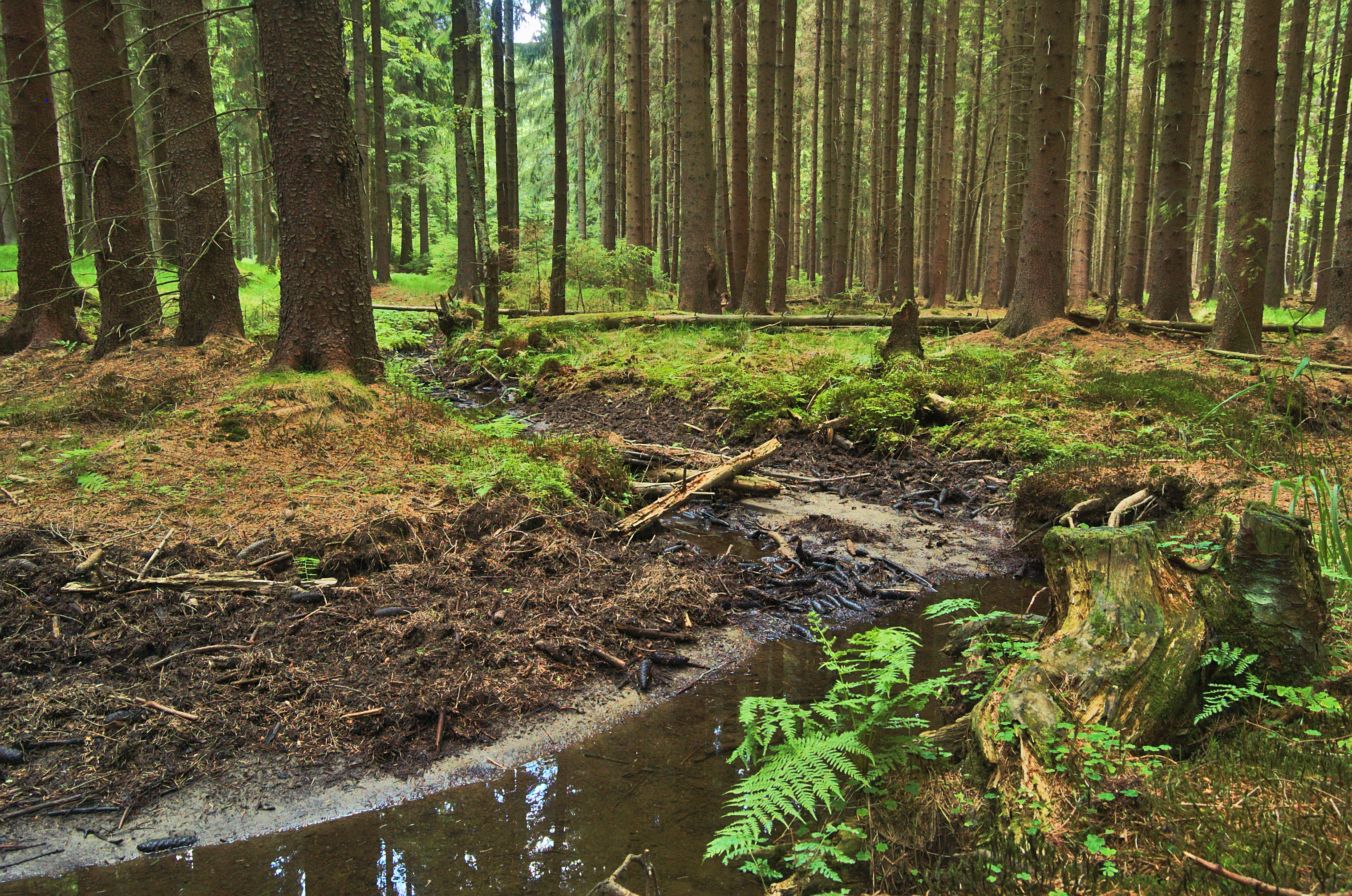
Říčka Zábrana v bývalé přírodní památce
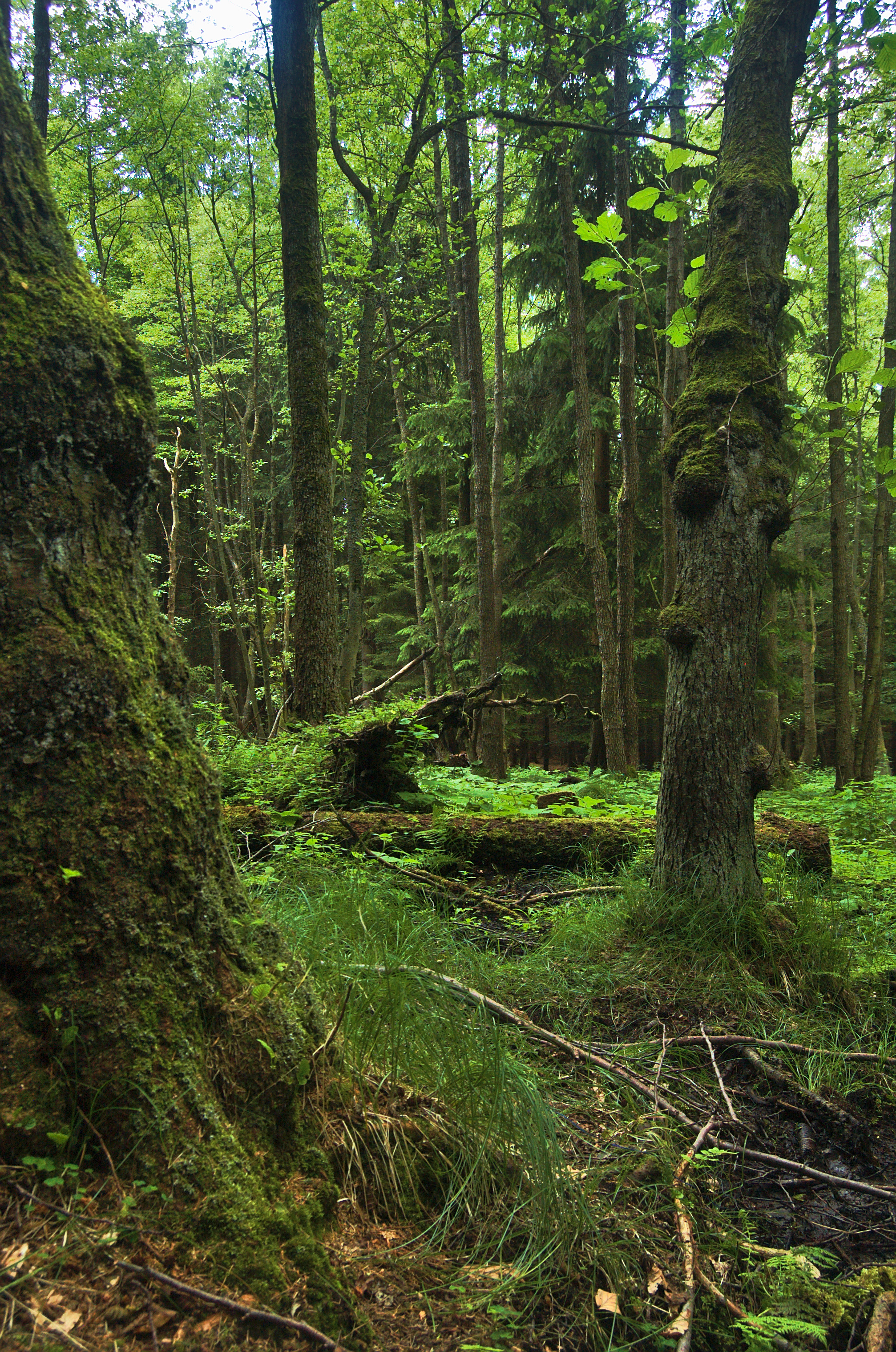
Porosty olše v blízkosti bývalé přírodní památky
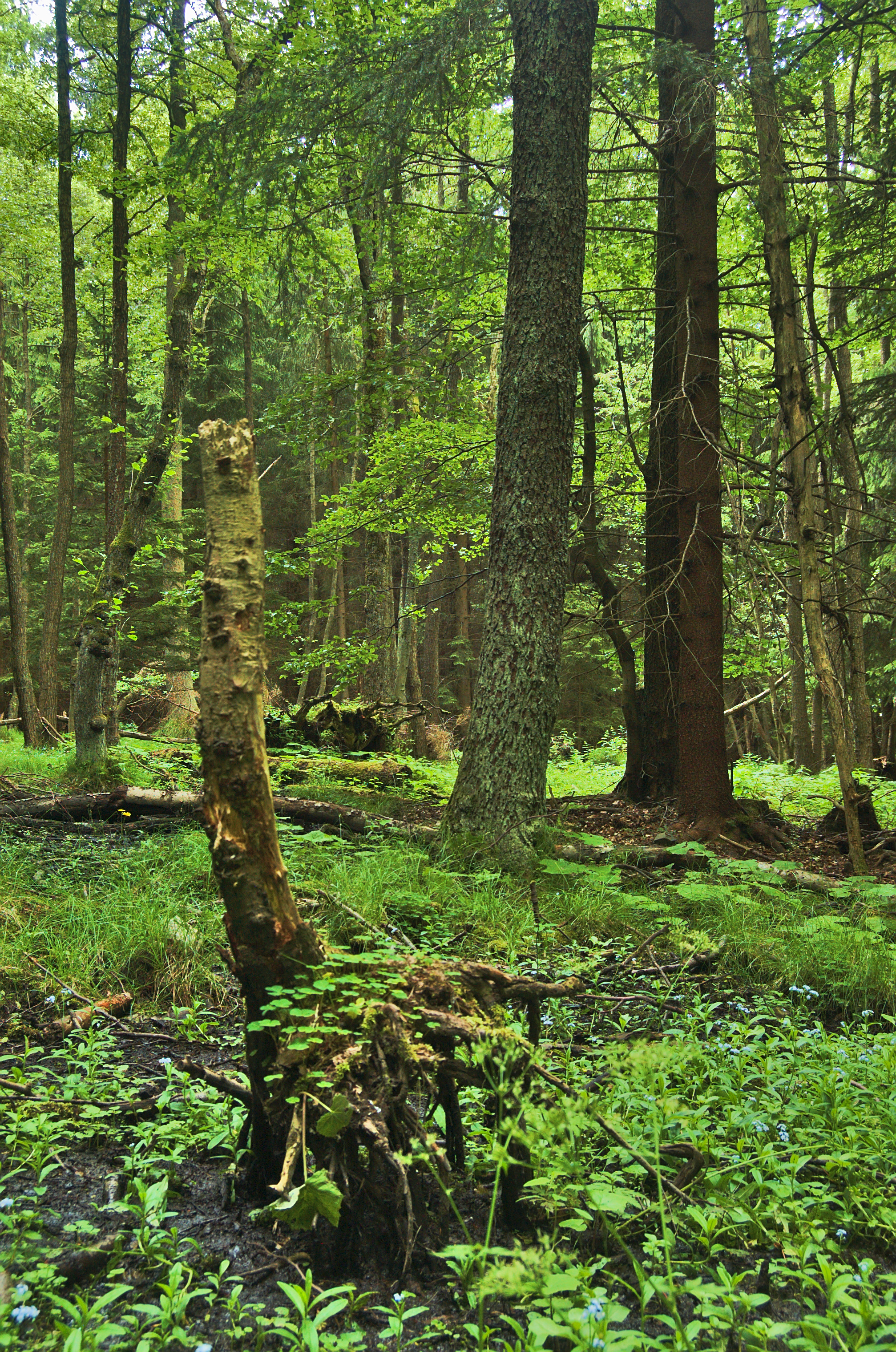
Porosty olše v blízkosti bývalé přírodní památky